# Kratkolančana masna kiselina
Kratkolančane masne kiseline su podgrupa masnih kiselina sa alifatičnim repovima od manje od šest ugljenika. Ova grupa obuhvata:
- Mravlja kiselina
- Propionska kiselina
- Izobuterna kiselina (2-metilpropanska kiselina)
- Buterna kiselina
- Izovalerinska kiselina (3-metilbutanska kiselina)
- Valerinska kiselina (pentanska kiselina)
- Kapronska kiselina (heksanska kiselina)

Kratkolančane masne kiseline, poput masnih kiselina srednje dužine, se preuzimaju direktno u portalnu venu tokom varenja lipida, što je u kontrastu sa dugolančanim masnim kiselinama, koje se pakuju u hilomikrone i u tom obliku ulaze u limfne kapilare te ulaze u krv putem potključnih vena.

## Spoljašnje veze
- „” (PDF).